# Logia Diana

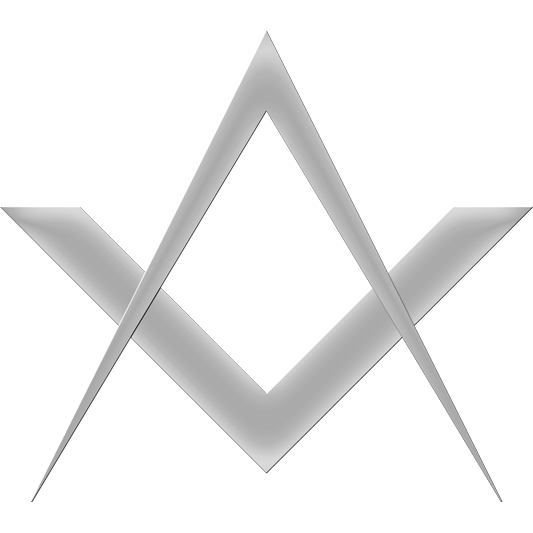
Escuadra y compás. Símbolo universal de la francmasonería.

La Respetable Logia Diana es una logia masónica ubicada en la ciudad de Denia. En la actualidad practica el Rito Escocés Antiguo y Aceptado y admite a hombres y mujeres sin distinción.

## Historia
La documentación obrante en el Archivo de Salamanca muestra actividad de esta logia desde el año 1881 hasta el 1923. En 2016 fue reinstaurada por un grupo de masones, hombres y mujeres, de la comarca de La Marina Alta.